# 天主教光州總教區
天主教光州總教區（拉丁語：Archidioecesis Kvangiuensis）是韓國一個羅馬天主教總教區，是該國三總教區之一。範圍包括全羅南道，以及座堂所在的光州市。下轄全州、濟州兩教區。
2011年，有329,951名教友，估轄區總人口9.8%，有119個堂區、270名司鐸、10名終身執事、178名修士、544名修女。
1937年設宗座代牧區。1962年3月10日被升為教區。現任總主教為金喜中，榮休總主教為崔昌武。

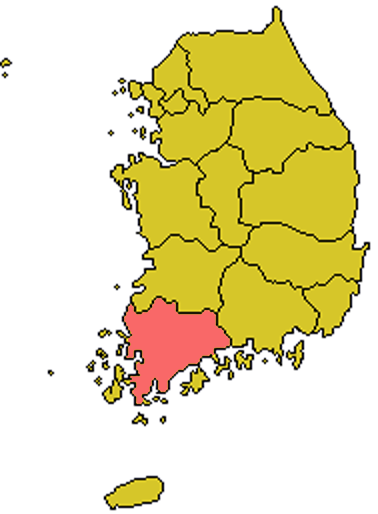
光州總教區範圍